# Romernas demokratiska krafter i Makedonien
Partiet Romernas demokratiska krafter i Makedonien, Partija na Demokratskite Sili na Romite na Makedonija (PDSR) är ett politiskt parti i Nordmakedonien.
Partiet, som vill tillvarata den romska minoritetens intressen, ingick, i parlamentsvalet 2006, i den segrande VRMO-LPM-koalitionen.